# 馬鈴薯砲
馬鈴薯砲（Spud Gun、Potato Cannon、Spudzooka）是一種用管來作為砲身的加農砲，利用空氣壓力或燃燒易燃氣體（氣溶膠、丙烷等等）來高速發射馬鈴薯塊等等的投射物。這投射物是可能造成生命危險的，打中人有可能造成顱骨骨折。

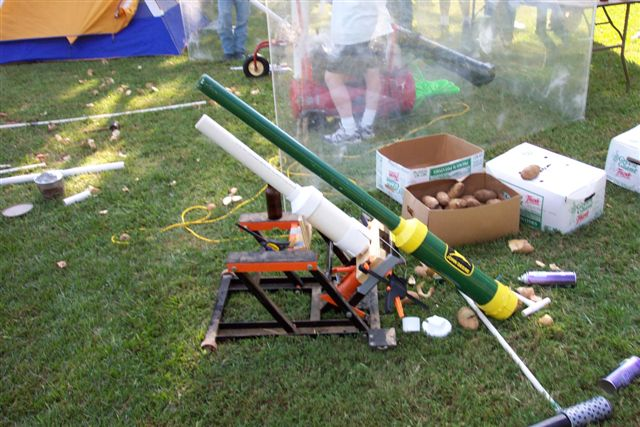
馬鈴薯砲